# Otto Rank
Otto Rank, vlastním jménem Otto Rosenfeld (22. dubna 1884 Vídeň – 31. října 1939 New York) byl rakouský psychoanalytik. Byl jedním z prvních žáků Sigmunda Freuda, dvacet let patřil k jeho nejbližším spolupracovníkům, poté však přišel s vlastní teorií porodního traumatu, kvůli níž odešel z psychoanalytického kruhu ve Vídni a přesídlil do Paříže.

## Život
Narodil se ve Vídni v židovské rodině jako Otto Rosenfeld. V roce 1926 přesídlil do Paříže a zbývajících 14 let svého života působil střídavě ve Francii a v USA. Zemřel v New Yorku v roce 1939 na infekci ledvin.

## Dílo
V době své spolupráce s Freudem Rank rozvíjel psychoanalýzu především její aplikací na oblast studia umění, mýtů či kreativity. Přispěl dokonce dvěma kapitolami do pozdějšího vydání Freudova Výkladu snů.
Roku 1924 však vydal knihu Porodní trauma (Das Trauma der Geburt), kde označil jako klíč k neuróze separační úzkost dítěte po opuštění dělohy, načež následovala roztržka s Freudem a Rankův odchod z psychoanalytického okruhu.
Roku 1925 jako první v historii použil pojem "preoidipovský" (či předoidipovský). Později Freuda Rank obviňoval i z pansexualismu a opomíjení toho, že emoce jsou především vztahové.